# Józef Szulc (inżynier)
Józef Szulc (ur. 15 stycznia 1912 w Pradze, zm. 4 października 1988 w Krakowie) – polski inżynier, wynalazca.

## Życiorys
Studiował na Wydziale Inżynierii Lądowej i Wodnej Politechniki Lwowskiej. Po ukończeniu studiów w 1938 roku pracował jako asystent w Katedrze Budowy Kolei Żelaznych. Podczas II wojny światowej budował mosty dla rurociągów gazowych w radzieckim przedsiębiorstwie Ugrogaz. Pod koniec wojny pracował w przedsiębiorstwie Mostoremtonnel. Brał udział w projektowaniu przęseł stalowych mostu Poniatowskiego w Warszawie, mostu przez Wisłę w Knybawie, mostów przez Odrę pod Szczecinem i projekt wstępny mostu Śląsko–Dąbrowskiego według koncepcji prof. Franciszka Szelągowskiego. Po wojnie pracował w Wytwórni Konstrukcji Stalowych w Chorzowie, Mostostalu w Zabrzu i Biprostalu w Krakowie. W latach 1957–1962 pełnił funkcję zastępcy inżyniera naczelnego Mostostalu w Krakowie, a potem do przejścia na emeryturę w 1982 roku pracował w Centralnym Ośrodku Badawczo-Projektowym Konstrukcji Metalowych Mostostal w Krakowie. Po przejściu na emeryturę pełnił funkcję doradcy technicznego dyrektora Mostostalu. W 1972 roku obronił pracę doktorską na Wydziale Budownictwa Politechniki Krakowskiej. Zmarł w 1988 roku i został pochowany na cmentarzu Rakowickim.

## Projekty
- Most Nowohucki w Krakowie autor projektu w 1950 roku[1].
- 1959 Kładka podwieszana przez Dunajec w Tylmanowej. Projekt opracowany we współpracy z Włodzimierzem Główczakiem[3]
- Most Powstańców Śląskich w Krakowie. Most wykonany z konstrukcji powłokowych, których autorem był Szulc. Zbudowano go na miejscu dotychczasowego mostu, na starych podporach w latach 1970–1971[1].
- Most przez Dunajec w Ostrowie. Most z konstrukcji powłokowych zbudowany w latach 1970–1972[4][1]. W 2019 roku podjęto decyzję o zamknięciu i rozbiórce mostu[5].
- Most technologiczny przez Dunajec w Nowym Sączu[1].
- Most przez San w Przemyślu. Most z konstrukcji powłokowych został zbudowany w połowie lat 80. XX wieku na filarach starego mostu podwieszanego[1]
- Konstrukcja stalowa pawilonu Pijalni Głównej w Krynicy[3]
- Konstrukcja nośna nieistniejącego wieżowca RSW „Prasa” przy alei Pokoju w Krakowie[3]
- 1979 wiadukt nad torami kolejowymi na ulicy 29 listopada w Krakowie (za cmentarzem Rakowickim)[3]

## Patenty
- 1956 nr 41935 Galeria nośna o konstrukcji powłokowej. Patent pracowniczy J. Szulca. Krakowskie Przedsiębiorstwo Konstrukcji Stalowych i Urządzeń Przemysłowych „Mostostal” Kraków[6].
- 1964 nr 51232 Przęsło powłokowe suwnicy. Patent pracowniczy J. Szulca. Biuro Studiów i Projektów Konstrukcji Stalowych „MOSTOSTAL". Warszawa, Polska[7]
- 1965 nr US3410414A Crane shell span[8].
- 1981 nr 123460 Komin stalowy z wieżą wsporczą. Patent wspólny ze Zbigniewem Zgórkiewiczem i Józefem Sobkowiczem. Centralny Ośrodek Badawczo-Projektowy Konstrukcji Metalowych "Mostostal", Warszawa[9]

## Odznaczenia
- 1949 – Order Sztandaru Pracy I klasy[10]
- Krzyż Kawalerski Orderu Odrodzenia Polski[2]
- Złoty Krzyż Zasługi[2]
- Złota Honorowa Odznaka PZITB i NOT[2]